# Michel Aubert (peintre)
Pour les articles homonymes, voir Michel Aubert (homonymie) et Aubert.
Michel Aubert est un artiste peintre et lithographe expressionniste français né à Paris le 20 novembre 1930. Il a vécu dans le 13e arrondissement de Paris et y est mort le 7 décembre 2019.

## Biographie
Peintre autodidacte, Michel Aubert fréquente en 1948 Gen Paul dont il reçoit les encouragements et peint en solitaire à partir de 1950. C'est en 1961 qu'il entame ses expositions personnelles à Paris en devenant artiste permanent de la Galerie Art vivant.
Parlant à propos de sa peinture de « visions grotesques et déchirées qu'animent des tensions viscérales et mentales », de « paysages et de natures mortes sauvagement maçonnées », Gérard Xuriguera situe Michel Aubert avec John Christoforou, Orlando Pelayo, Bengt Lindström, Maurice Rocher, Roger-Edgar Gillet, Jean Rustin, Marcel Pouget ou Jean Revol, parmi « les expressionnistes à part entière ». L'artiste lui-même définit ainsi son œuvre : « Je ne fais que tenir la chronique d'une société qui porte en elle-même sa propre mort. Je montre l'étendue de notre cruauté, de notre goût pour le malheur ».

## Contributions bibliophiliques
- Michel Aubert (texte et dessins), Terre d'agonie, trente-trois exemplaires numérotés, Éditions Zéro l'infini, 1990.

## Expositions

### Expositions personnelles
- Galerie Art vivant, Paris, à partir de 1961.
- Galerie Kriegel, Paris, février-mars 1972.
- Galerie Convergence, Nantes, 1987 - 1991.
- Galerie Michèle Sadoun, Paris, juin 1990.
- Michel Aubert - Bagdad-sur-Glane, peintures récentes, Musée Georges-Garret, Vesoul, janvier 1995[2].
- Galerie G., Besançon, 1995[2].
- La Capitale Galerie, Paris, avril-mai 2001.
- Michel Aubert - Les immigrés, Galerie Olivier Nouvellet, Paris, janvier 2012[6].

### Expositions collectives
- Salon de mai, Paris, 2006, 2007, 2014.
- L'Origine du monde - Une proposition contemporaine, Galerie Jean Greset, Besançon, Galerie Maréchal, Ornans et Espace Zéro, l'infini, Étuz, mai-août 2014[7].
- Participations non datées, Paris : Salon d'automne, Salon Grands et jeunes d'aujourd'hui, Salon Comparaisons[3].

## Réception critique
- « Un expressionnisme violent et dramatique. Traités dans des dominantes de noir et de blanc que viennent faire vibrer ici ou là une couleur assourdie, ses personnages nous entraînent dans un univers fantasmagorique, nocturne et puissant. » - La Gazette de l'Hôtel Drouot[2]
- « Peintre autodidacte, Michel Aubert brosse en traits déchiquetés et puissants des signes-personnages, comme extraits de songes nocturnes. » - Gérald Schurr[8]
- « Sa peinture, dont la matière est très dense, montre un dessin approximatif, plutôt gravé que plaqué. Tenté par l'abstraction, Aubert ne se détache pourtant pas de la réalité, qu'il traite en expressionniste, usant de couleurs chaudes et souvent agressives ou se limitant aux forts contrastes noir-blanc du clair-obscur, pour dire la détresse des immigrés, les entrailles de la femme, la solitude de l'homme dans la ville. » - Dictionnaire Bénézit[3]

## Collections publiques
- Cabinet des estampes de la Bibliothèque nationale de France, Portrait noir, lithographie.